# 岡本栄吉

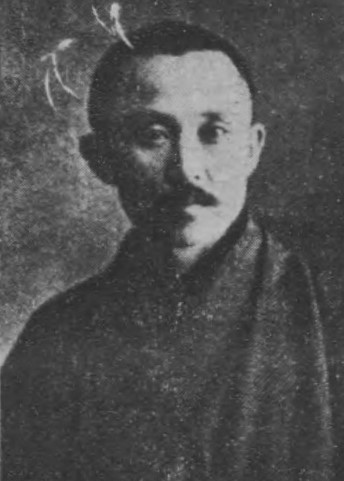
岡本栄吉

岡本 栄吉（おかもと えいきち、1866年7月12日（慶応2年6月1日） - 1928年（昭和3年）5月7日）は、明治から大正時代の政治家、実業家、銀行家。貴族院多額納税者議員。

## 経歴
伊予国新居郡大町村（西条町を経て現西条市）で、素封家・岡本文吾の第四子として生まれる。西条育英館を卒業する。1905年（明治38年）家督を相続。1908年（明治41年）大町村会議員に当選。議員を務める傍ら西条水力電気設立に参画し、西条銀行頭取などを務めた。ほか、相続税審査、所得税調査各委員などを務めた。
1918年（大正7年）愛媛県多額納税者として貴族院議員に互選され、同年9月29日から1925年（大正14年）9月28日まで在任した。

## 親族
- 子 岡本達一（西条市長）[4]